# Раковиці (рід)
Раковиці — Молдавських і Волоських боярський рід, члени якої були господарями (князями) Молдавії та Волощини, а також стали однією з могутніх фанаріотських династій.

## Історія
Давній шляхетний та боярський рід слов'янського (русо-волоського) походження. Член родини згадується в хрисобулі від 7 жовтня 1487 р. 
Їхні предки стали боярами під керівництвом князя Олександра Лопушанина (правління 1552–1568). 
Родина була частково еллінізована, а пізніше румунізована. До 17 століття родина була однією з провідних владних родин у Бесарабії та Волощині. Мали величезний вплив в Османській імперії, в тому числі завдяки приналежності до фанаріотів - аристократичної еліти, яка селилася в районі Фанар в європейській частині Константинополя, що сприяло зміцненню влади в Бесарабії. Представники династії залишався впливовим й у Королівстві Румунія.
Нині низка нащадків проживає у Румунії.